# 德國足球先生
德國足球先生或德國最佳球員（德語：Fußballer des Jahres）為表揚該年度在德國球壇表現最出色的男性足球運動員，自1960年開始每年舉行一次，由“德國體育記者聯會”（德語：Verband Deutscher Sportjournalisten簡稱 VDS）和“踢球者體育雜誌”（德語：Kicker Sportmagazin）聯合主辦。所有在德國參加足球比賽的足球員及在海外比賽的德國足球員有參選資格，2004年的獲獎者艾爾頓成為首位外籍德國足球先生。而東德亦從1963年由“新足球周報”（德語：Die Neue Fußballwoche）舉辦類似競賽，直到兩德統一才停止。

## 歷年德國足球先生
- 2024年： 托尼·克羅斯（Toni Kroos）（西班牙，皇家馬德里）
- 2023年： 伊爾卡伊·京多安（İlkay Gündoğan）（英格蘭，曼城/西班牙，巴塞羅納）
- 2022年：  克里斯托弗·恩昆库（Christopher Nkunku）（RB萊比錫）
- 2021年：  （Robert Lewandowski）（拜仁慕尼黑）
- 2020年：  （Robert Lewandowski）（拜仁慕尼黑）
- 2019年： （Marco Reus）()
- 2018年： 托尼·克罗斯（Toni Kroos）（西班牙，皇家马德里）
- 2017年： （Philipp Lahm）（拜仁慕尼黑）
- 2016年： （Jérôme Boateng）（拜仁慕尼黑）
- 2015年： （Kevin De Bruyne）()
- 2014年： （Manuel Neuer）（拜仁慕尼黑）
- 2013年： （Bastian Schweinsteiger）（拜仁慕尼黑）
- 2012年： （Marco Reus）
- 2011年： （Manuel Neuer）()[1]
- 2010年： （Arjen Robben）(拜仁慕尼黑)
- 2009年： （Grafite）()
- 2008年： （Franck Ribéry）(拜仁慕尼黑)[2]
- 2007年： （Mario Gomez）()[3]
- 2006年： （Miroslav Klose）（不来梅沙洲）
- 2005年： （Michael Ballack）(拜仁慕尼黑)
- 2004年： 艾爾頓（Ailton）()
- 2003年： （Michael Ballack）(拜仁慕尼黑)
- 2002年： （Michael Ballack）()
- 2001年： （Oliver Kahn）(拜仁慕尼黑)
- 2000年： （Oliver Kahn）(拜仁慕尼黑)
- 1999年： （Lothar Matthäus）(拜仁慕尼黑)
- 1998年： （Oliver Bierhoff）(義大利，AC米蘭)
- 1997年： （Jürgen Kohler）()
- 1996年： （Matthias Sammer）()
- 1995年： （Matthias Sammer）()
- 1994年： （Jürgen Klinsmann）(英格蘭，)
- 1993年： （Andreas Köpke）(紐倫堡)
- 1992年： （Thomas Hässler）(義大利，AC米蘭)
- 1991年： （Stefan Kuntz）()
- 1990年： （Lothar Matthäus）(義大利，國際米蘭)
- 1989年： （Thomas Hässler）(科隆)
- 1988年： （Jürgen Klinsmann）()
- 1987年： （Uwe Rahn）()
- 1986年： （Harald 'Toni' Schumacher）(科隆)
- 1985年： （Hans-Peter Briegel）(義大利，維羅納)
- 1984年： （Harald 'Toni' Schumacher）(科隆)
- 1983年： （Rudi Völler）()
- 1982年： （Karl Heinz Förster）()
- 1981年： （Paul Breitner）(拜仁慕尼黑)
- 1980年： （Karl-Heinz Rummenigge）(拜仁慕尼黑)
- 1979年： （Berti Vogts）()
- 1978年： （Sepp Maier）(拜仁慕尼黑)
- 1977年： （Sepp Maier）(拜仁慕尼黑)
- 1976年： （Franz Beckenbauer）(拜仁慕尼黑)
- 1975年： （Sepp Maier）(拜仁慕尼黑)
- 1974年： （Franz Beckenbauer）(拜仁慕尼黑 )
- 1973年： （Günter Netzer）()
- 1972年： （Günter Netzer）()
- 1971年： （Berti Vogts）()
- 1970年： （Uwe Seeler）(漢堡)
- 1969年： （Gerd Müller）(拜仁慕尼黑)
- 1968年： （Franz Beckenbauer）(拜仁慕尼黑)
- 1967年： （Gerd Müller）(拜仁慕尼黑)
- 1966年： （Franz Beckenbauer）(拜仁慕尼黑)
- 1965年： （Hans Tilkowski）()
- 1964年： （Uwe Seeler）(漢堡)
- 1963年： （Hans Schäfer）(科隆)
- 1962年： （Karl-Heinz Schnellinger）(科隆)
- 1961年： （Max Morlock）(紐倫堡)
- 1960年： （Uwe Seeler）(漢堡)

## 德國（東德）足球先生 《1963-1991》
- 1991年：Torsten Gütschow
- 1990年：乌尔夫·基尔斯滕（Ulf Kirsten）
- 1989年：安德烈亚斯·特劳特曼（Andreas Trautmann）
- 1988年：安德烈亚斯·汤姆（Andreas Thom）
- 1987年：勒内·穆勒（René Müller）（莱比锡火车头）
- 1986年：勒内·穆勒（René Müller）（莱比锡火车头）
- 1985年：汉斯-于尔根·德尔纳（Hans-Jürgen Dörner）
- 1984年：汉斯-于尔根·德尔纳（Hans-Jürgen Dörner）
- 1983年：约阿希姆·施特赖希 (1. FC 馬德堡)
- 1982年：吕迪格·施努法泽 (FC 耶納卡爾扎斯)
- 1981年：汉斯-乌尔里希·格拉彭廷 (FC 耶納卡爾扎斯)
- 1980年：汉斯-乌尔里希·格拉彭廷 (FC 耶納卡爾扎斯)
- 1979年：约阿希姆·施特赖希 (1. FC 馬德堡)
- 1978年：于尔根·克罗伊 (Sachsenring Zwickau)
- 1977年：汉斯-于尔根·德尔纳 (德累斯頓戴拿模)
- 1976年：于尔根·克罗伊 (Sachsenring Zwickau)
- 1975年：于尔根·波梅伦克 (1. FC 馬德堡)
- 1974年：贝恩德·布兰施 (FC 耶納卡爾扎斯)
- 1973年：汉斯-于尔根·克赖舍 (德累斯頓戴拿模)
- 1972年：于尔根·克罗伊 (Sachsenring Zwickau)
- 1971年：彼得·杜克 (FC 耶納卡爾扎斯)
- 1970年：Roland Ducke (FC 耶納卡爾扎斯)
- 1969年：埃伯哈德·福格尔 (FC Karl-Marx-Stadt)
- 1968年：贝恩德·布兰施 (Hallescher FC Chemie)
- 1967年：Dieter Erler (馬克思城威斯麥)）
- 1966年：于尔根·内尔德纳 (Vorwärts Berlin)
- 1965年：霍斯特·魏冈 (SC Leipzig)
- 1964年：克劳斯·乌尔班奇克 (Chemie Halle)
- 1963年：Manfred Kaiser (馬克思城威斯麥)

## 註腳
1. ↑  . 德国足球在线. 2011-08-01  [2011-08-01] （中文（简体））.[永久]
2. ↑  力压巴拉克和托尼 里贝里当选足球先生 的存檔，存档日期2008-08-13.
3. ↑  爆冷击败迭戈 戈麦斯当选德国足球先生 的存檔，存档日期2007-09-27.